# Coleophora fischeri
Coleophora fischeri é uma espécie de mariposa do gênero Coleophora pertencente à família Coleophoridae.